# Sedum filipes
Sedum filipes är en fetbladsväxtart som beskrevs av William Botting Hemsley. Sedum filipes ingår i Fetknoppssläktet som ingår i familjen fetbladsväxter. Inga underarter finns listade i Catalogue of Life.